# Pierre-Gilles de Gennes
Pierre-Gilles de Gennes (Pariz, 24. listopada 1932. – Orsay, Île-de-France, 18. svibnja 2007.), francuski fizičar. Bio je istraživač u Centru za atomsku energiju u Saclayu (od 1955. do 1959.), profesor u Orsayu (od 1961. do 1971.), te profesor na Collège de France u Parizu (od 1971. do 2002.). Za matematički opis ponašanja složenih oblika tvari na granici očvršćivanja, to jest za otkriće da se metode razvijene radi istraživanja fenomena uređenosti u jednostavnim sustavima mogu poopćiti i primjenjivati na složenije oblike tvari (na primjer tekuće kristale i polimere) dobio 1991. Nobelovu nagradu za fiziku.